# Rinaldo (Brahms)

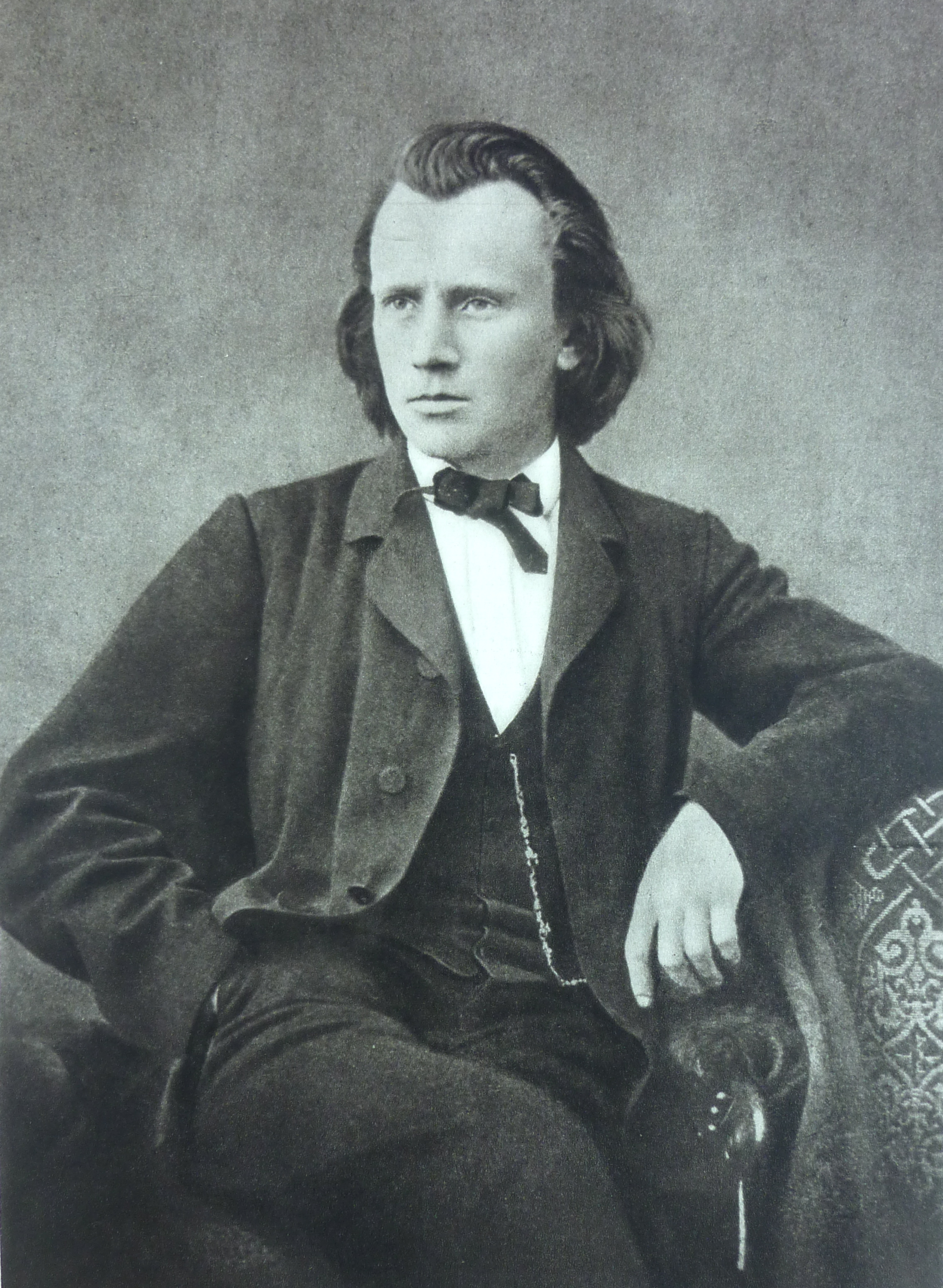
Johannes Brahms um 1866

Rinaldo op. 50 ist eine Kantate für Tenorsolo, Männerchor und Orchester von Johannes Brahms (1833–1897) nach einem Text von Johann Wolfgang von Goethe. Das Werk wurde 1863 begonnen, 1868 vollendet und 1869 in Wien uraufgeführt.

## Textvorlage
Die Textgrundlage des Brahms’schen Rinaldo stammt von Johann Wolfgang von Goethe, der seinerseits auf den 16. Gesang der 1574 vollendeten Dichtung „Das befreite Jerusalem“ von Torquato Tasso zurückgriff. Dieses Epos wurde in der Folge vielfach vertont, etwa in der Oper Rinaldo von Georg Friedrich Händel. Auch Goethes Verse waren 1811 schon im Hinblick auf eine Vertonung entstanden und für den Prinzen Friedrich von Gotha, der über eine Tenorstimme verfügte, gedacht. Diese (erste) Vertonung nahm Peter von Winter vor.
Die Dichtung Goethes schildert die Episode, in welcher der Kreuzritter Rinaldo sich mit Mühe aus den Verführungen der Zauberin Armida löst, denen er auf dem Weg nach Jerusalem erlegen ist. Seine Begleiter versuchen, ihn wieder zu seinen Pflichten zu rufen und halten ihm einen diamantenen Schild vor, in dem Rinaldo sein verweichlichtes Spiegelbild erkennt. Rinaldo befreit sich zögernd aus dem Bann und verlässt die als Liebesparadies eingerichtete Insel, auf der Armida unterdessen zornig Garten und Palast zerstört hat.

## Entstehung und Uraufführung
Der Großteil des Rinaldo entstand im Sommer 1863 in Hamburg. Auslöser war ein Kompositionswettbewerb für sinfonische Männerchorwerke, den die Aachener Liedertafel, verbunden mit einem Preisgeld von 300 Talern, ausgelobt hatte. Der befreundete Geiger und Dirigent Joseph Joachim, dem Brahms Teile der Partitur vorgelegt hatte, schrieb Anfang August 1863 lobend: Ganz ausnehmend gefällt mir die charakteristische Art, mit der Du Rinald und den drängenden, mahnenden, mißbilligenden Chor in Kontrast bringst […] Auch das diamantene Schimmern des Schildes […] ist aufs wirksamste wiedergegeben: mich blendete es förmlich bei der Stelle.
Brahms konnte den Schlusschor bis zum Einreichtermin des Wettbewerbs am 1. Oktober 1863 jedoch nicht fertigstellen und legte die Komposition für mehrere Jahre beiseite. Erst im Sommer 1868, nach der Uraufführung des Deutschen Requiems (in damals noch sechssätziger Fassung), komponierte Brahms in Bonn zu seiner Kantate den Schlusschor hinzu.
Das in Goethes Dichtung vermittelte Bild der Lösung von der beengenden Bindung an eine Frau wird zuweilen in autobiographische Zusammenhänge gerückt, die Brahms zum Griff nach diesem Text (mit-)veranlasst haben könnten: 1859 hatte der zeitlebens unverheiratet gebliebene Brahms seine Beziehung zu Agathe von Siebold gelöst. Anfang der 1860er-Jahre bestand eine freundschaftliche Beziehung zur Sängerin Ottilie Hauer. 1863/1864 erteilte Brahms der jungen, hochmusikalischen Elisabeth von Stockhausen (spätere Frau Heinrich von Herzogenbergs) Klavierunterricht.
Die Uraufführung fand am 28. Februar 1869 im Großen Redoutensaal der Wiener Hofburg mit dem Wiener Hofopernorchester, dem Akademischen Gesangverein Wien und dem Tenor Gustav Walter unter Leitung des Komponisten statt.
Der Erstdruck des Rinaldo erschien 1869 als das op. 50 von Johannes Brahms im Verlag N. Simrock, Berlin.

## Besetzung und Aufführungsdauer
Rinaldo ist für Tenorsolo, 4-stimmigen (im Schlusschor bis zu 8-stimmigen) Männerchor (Tenor I/II, Bass I/II) und Orchester gesetzt. Die Orchesterbesetzung umfasst Piccoloflöte, 2 Flöten, 2 Oboen, 2 Klarinetten, 2 Fagotte, 2 Hörner, 2 Trompeten, 3 Posaunen, Pauken und Streicher.
Die Aufführungsdauer beträgt etwa 40 Minuten.

## Charakterisierung
Die Kantate steht in der Grundtonart Es-Dur. Der durchkomponierte erste Teil umfasst 1144 Takte, der davon abgesetzte, nachkomponierte Schlusschor 346 Takte.
Auf eine Allegro-Einleitung des Orchesters folgt unmittelbar der Eingangschor der Gefährten Rinaldos („Zu dem Strande!“). Es schließt sich ein ausgedehntes Solo des Rinaldo an, das über ein Rezitativ („O lasst mich einen Augenblick noch hier“) und Arioso („Ihr wart so schön“) zu einer zweiteiligen Arie führt („Stelle her der gold‘nen Tage“). Nach einem erneuten Chorsatz („Sachte kommt!“) antwortet Rinaldo mit einer Arie („Aber alles verkündet“).
Die Präsentation des diamantenen Schilds (Chor-Fugato „Nein! nicht länger ist zu säumen“) ist durch auffällige Harmoniewechsel (Des-Dur) angedeutet. Es folgen Rezitativ und Arioso des sich selbst erkennenden Rinaldo („Weh! Was seh ich?“). Der Männerchor treibt zum Aufbruch („Zurück nur!“). Rinaldo zögert erneut in der Arie „Zum zweitenmale seh’ ich“ und reagiert in der folgenden Arie („Und umgewandelt seh’ ich die Holde“) erschrocken auf Armidas dämonische Verwandlung. Der Männerchor ermuntert den Säumigen erneut („Geschwinde, geschwind.“). Der in A-Dur stehende, optimistische Schlusschor („Segel schwellen“) scheint das Spiel der Wellen und der besungenen Delphine zu malen. Der 1. Tenor wird hier bis zum b1 geführt.
Der Rinaldo klingt in den Chören gelegentlich an den Fliegenden Holländer von Richard Wagner an. Max Kalbeck verweist auch auf Berührungspunkte mit dem damals noch unaufgeführten Tristan, mit dem sich Brahms im Zusammenhang mit den zahllosen, letztlich erfolglosen Proben in Wien 1863 eingehend befasste. Wenn auch das Werk – entsprechend dem ursprünglichen Kompositionsanlass – eindeutig als Kantate angelegt ist, sehen manche Autoren im Rinaldo den Versuch von Brahms, sich dem Musiktheater zu nähern (Brahms komponierte zeitlebens keine Oper, trotz mehrfacher Anläufe, ein geeignetes Libretto zu finden).

## Rezeption
Brahms war mit der Uraufführung sehr zufrieden und berichtete an Fritz Simrock: […] war sie so gut, wie ich es nicht leicht wieder erlebe. Walter schwärmte für seine Partie und sang sie außerordentlich schön. Der Chor (300 junge Leute) war vortrefflich […].  Die Resonanz war allerdings verhalten, und Brahms fuhr dementsprechend fort: […] Ihnen wäre nun wohl Publikum und Kritik das Wichtigste – aber da ist, wie gewöhnlich, nicht so viel Rühmliches zu vermelden […] von einem Erfolg kann ich wohl auch nicht sprechen. Und diesmal hörten die Kritiker vom Blatt und schrieben denn auch gehörig was zusammen […] So hoffte man denn diesmal jedenfalls ein Crescendo des Requiems und bestimmt eine schön aufgeregte, geile Venusberg-Wirtschaft bei der Armida usw. […].
Auch Clara Schumann fragte im Hinblick auf eine Veröffentlichung: Ist dieses Werk nach dem Requiem bedeutend genug? Der Wiener Musikkritiker Eduard Hanslick äußerte: Für das ganze Werk vermag ich mich, offen gestanden, nicht zu erwärmen. Der Grund des Übels liegt zunächst in dem Goetheschen Gedichte. In der Tat bietet die Textvorlage wenig dramatische Momente, da sie teils als rückblickende Reflexion angelegt ist, zudem ist Armida als handelnde Figur nur indirekt präsent.
Rinaldo zählt bis heute zu den am seltensten aufgeführten Werken von Brahms, was auch auf die ungewöhnlich schwierige Ausgestaltung des Soloparts zurückgeführt wird: Die Tenorstimme bleibt fast ständig in der Passaggio bzw. der hohen Lage, muss immer wieder in unbequemer Lage piano / pianissimo singen sowie ungewöhnliche Intervallsprünge bewältigen. Es liegen jedoch mehrere Einspielungen unter Dirigenten wie Giuseppe Sinopoli, Helmuth Rilling, Bertrand de Billy oder Gerd Albrecht vor.